# Ambrosius Stub

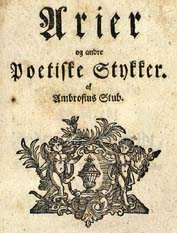
Arier og andre poetiske Stykker, Kopenhaga 1771

Ambrosius Stub (ur. maj 1705 w Gummerup we Fionii, zm. 15 lipca 1758 w Ribe) – duński poeta.